# Going Postal (film)
Terry Pratchett's Going Postal è un film televisivo diviso in due parti del 2010, adattamento dell'omonimo romanzo di Terry Pratchett. Adattato da Richard Kurti e Bev Doyle e prodotto da The Mob, fu trasmesso per la prima volta su Sky 1 e in alta definizione su Sky1 HD nella seconda metà del maggio 2010.
Terzo adattamento di un romanzo di Terry Pratchett, ha seguito Terry Pratchett's Hogfather e Terry Pratchett's The Colour of Magic. Le riprese cominciarono nel maggio 2009 a Budapest.

## Trama
Dopo aver passato anni ad ordire frodi ed inganni, Moist von Lipwig viene catturato dalla guardia cittadina di Ankh-Morpork. Condannato a morte col nome del suo ultimo alias, Albert Spangler, passa un breve periodo in prigione e viene impiccato, ma non ucciso. Viene portato davanti al Patrizio Havelock Vetinari, che gli offre, come farebbe un angelo, la possibilità di cambiare vita: potrà scegliere se diventare il nuovo Postmaster e riattivare l'ufficio postale ormai in rovina, o gettarsi in un pozzo profondissimo verso morte certa.

### Primo episodio
La scelta appare ovvia a Moist che ottenute le chiavi dell'ufficio postale alla prima occasione compra un cavallo e fugge dalla città. La fuga però dura poco poiché giunta la notte viene raggiunto dal suo ufficiale per la libertà sulla parola Pump 19: un golem, che lo stordisce e lo riporta ad Ankh-Morpork. Compreso che il suo piano di fuga dovrà prevedere qualcosa di più elaborato, Moist si dirige effettivamente all'ufficio postale dove incontra gli unici impiegati rimasti Tolliver Groat il più anziano junior postman della storia e Stanley Howler un giovane collezionista di spilli suo collega. Lo stato dell'ufficio postale poi non è molto migliore, versa in stato di rovina ed in ogni stanza sono stipate montagne di lettere non consegnate. La situazione appare disperata ed il novello Postmaster decide di fare la cosa che gli riesce meglio: affabulare tutti nel tentativo di guadagnare tempo e cercare una via di fuga. Per far ciò prende la prima lettere che gli capita sottomano e con il pretesto di consegnarla al legittimo destinatario, si dirige al Golem Trust (il sindacato dei golem) dove Ms. Adora Belle Dearheart gli spiega che i golem non si possono manipolare. Moist quindi consegna le lettere e compra uno spillo di gran valore per Stanley.